# Alberto Masprone
Giuseppe Carlo Alberto Masprone (Poiano di Verona, 30 maggio 1884 – Milano, 13 febbraio 1964) è stato un discobolo, allenatore di calcio, militare, aviatore, e calciatore italiano, di ruolo attaccante.

## Biografia
Dal 1908 al 1909 è stato per un periodo presidente dell'Hellas Verona. Nel 1924 è stato, insieme ad Enzo Ferrari, fondatore del Corriere dello Sport. A Poiano, frazione di Verona in cui è nato, esiste una via che porta il suo nome. Il Palazzetto dello Sport di Verona “Alberto Masprone” è a lui dedicato.

## Carriera

### Calcio

#### Giocatore
Il 20 agosto 1899 ha partecipato alla prima partita di calcio mai giocata nella città di Verona; a fronteggiarsi erano una selezione dei ginnasti della Bentegodi (soprannominata Partito dei Verdi) ed una dei suoi atleti (Partito dei Rossi), nella quale giocò Masprone, che con una doppietta contribuì alla vittoria per 2-1 dei Rossi. In seguito, militò nell'Hellas Verona per due stagioni consecutive, disputando complessivamente 15 partite in massima serie con anche 8 gol segnati, 7 delle quali nella stagione 1911-1912.

#### Allenatore
Parallelamente all'attività come calciatore, allenò l'Hellas Verona per tre stagioni consecutive, dal 1911 al 1914.

#### Arbitro
Iniziò ad arbitrare nel 1909. Alla fine del conflitto mondiale tornò ad arbitrare e gli fu conferita la qualifica onorifica di "arbitro ad honorem" dall'Associazione Italiana Arbitri.
Nel 1948 in occasione del 50º anniversario della F.I.G.C. fu insignito del titolo di pioniere del calcio italiano.

### Atletica
Nel 1906 è stato campione italiano di lancio del disco; nello stesso anno, vince anche la gara di lancio del disco al Concorso ginnico internazionale della Corona d'alloro di Milano, una delle gare di atletica più prestigiose dell'epoca. Sempre nel 1906, prende parte ai Giochi Olimpici intermedi di Atene, venendo eliminato nella gara di lancio del disco vinta dallo statunitense Martin Sheridan. Nel 1907 vince le gare di lancio del disco e pentathlon nella Coppa del Re, disputata a Venezia. Il suo primato nel lancio del disco fu di 40,10 m, stabilito a Piacenza il 7 settembre 1908.

### Militare
Nel giugno 1915, più che trentenne divenne sottotenente M.T. nell'83º Battaglione Intendenza Generale. Chiese di essere ammesso al corso di pilota e l'8 luglio del 1916 fu inviato a Mirafiori al corso di pilotaggio su velivolo Caudron G.3. 
Il corso di addestramento durò esattamente due mesi e l'8 settembre concluse felicemente l'ultima prova per il brevetto. 
Il 15 dello stesso mese iniziò l'addestramento sul velivolo Aviatik sul quale si brevettò pilota militare nel gennaio del 1917 a Cascina Costa.
Con il grado di tenente passò alla scuola idrovolanti di Sesto Calende e il 1º maggio ottenne l'abilitazione al pilotaggio del velivolo FBA. 
Nello stesso mese di maggio, per le eccezionali capacità dimostrate fu inviato in qualità di istruttore alla scuola di Orbetello. 
Nel mese di novembre in pochi giorni effettuò il passaggio sul velivolo Nieuport a Cascina Malpensa, e dopo un breve periodo a Furbara presso la scuola tiri effettuò anche il passaggio sul nuovo velivolo SVA (estate 1917) presso la scuola di volo di Ponte San Pietro (Bergamo) dove conobbe molti giovani piloti, delusi e sbandati in seguito alle tristi giornate di Caporetto.
A metà dicembre fu assegnato al Comando d'Aeronautica e propose l'idea di costituire una squadriglia di soli veneti. 
La proposta fu accettata ed il 2 febbraio del 1918 fu costituita la 87ª Squadriglia "Serenissima". 
Il Capitano Masprone ne divenne il comandante. 
La squadriglia, dotata del veloce velivolo SVA, ebbe il compito di effettuare ricognizioni strategiche ed operò sui campi di San Pelagio (PD), Ghedi (BS) e dal 15 maggio 1918 di nuovo e definitivamente dal campo patavino.  Capace tecnico e grande organizzatore, si dimostrò tuttavia poco adatto al comando ed il 7 settembre 1918 fu rimosso, a seguito di gravi inefficienze e problemi disciplinari sorti in seno alla squadriglia.
Fu un convinto assertore della celebre impresa di Vienna per la quale pretese ed ottenne l'impiego di tutta l'unità.
Dal 20 ottobre 1918 comanda la 90ª Squadriglia SVA 5 del campo di aviazione di Busiago e nel dicembre 1918 va nella 60ª Squadriglia SVA Biposto di Ganfardine di Villafranca di Verona.
Dopo la fine del conflitto si trasferì a Milano per intraprendere l'attività di industriale quale proprietario del Biffi Galleria e del Grand Hotel et de Milan, spegnendosi nel 1964.